# لورن ویلیامز
لورن ویلیامز (انگلیسی: Lauren Williams؛ زادهٔ ۲۵ فوریهٔ ۱۹۹۹) تکواندوکار زن اهل بریتانیا است.
وی در مسابقات کشوری و بین‌المللی در مجموع برندهٔ ۷ مدال طلا، ۲ مدال نقره، ۱ مدال برنز شده‌است.